# Masaaki Tezuka
 (août 2012).
Si vous disposez d'ouvrages ou d'articles de référence ou si vous connaissez des sites web de qualité traitant du thème abordé ici, merci de compléter l'article en donnant les références utiles à sa vérifiabilité et en les liant à la section « Notes et références ».
Masaaki Tezuka (手塚昌明, Tezuka Masaaki) est un réalisateur japonais né le 24 janvier 1955 à Tochigi.

## Biographie
Masaaki Tezuka débute comme assistant réalisateur dès la fin des années 1970. Très remarqué pour son engagement sur le renouveau de la série des Mothra à la fin des années 1990, il reprend la franchise laissée depuis 1995, Godzilla. Il signe l'épisode 24 (Godzilla X Megaguirus) en 2000, la même année que le numéro 23 (Godzilla 2000: Millennium) mis en scène par Takao Okawara.
Après ce succès, il assure la réalisation des épisodes 26 et 27 (Godzilla X Mechagodzilla et Godzilla, Mothra, Mechagodzilla: Tokyo S.O.S.) et peaufine les effets visuels de l'épisode 25, mis en scène par Shusuke Kaneko.

## Filmographie sélective

### Comme assistant réalisateur
- 1989 : Les Copains d'abord (あ・うん, A un?) de Yasuo Furuhata

### Comme réalisateur
- 2000 : Godzilla X Megaguirus (ゴジラ × メガギラス G消滅作戦, Gojira tai Megagirasu: Jī shōmetsu sakusen?)
- 2002 : Godzilla X Mechagodzilla (ゴジラ×メカゴジラ, Gojira x Mekagojira?)
- 2003 : Godzilla, Mothra, Mechagodzilla: Tokyo S.O.S. (ゴジラ×モスラ×メカゴジラ 東京SOS, Gojira Mosura MekaGojira: Tōkyō Esu Ō Esu?)
- 2005 : Samurai Commando Mission 1549 (戦国自衛隊1549, Sengoku jieitai 1549?)